# Jürgen Barth (autocoureur)

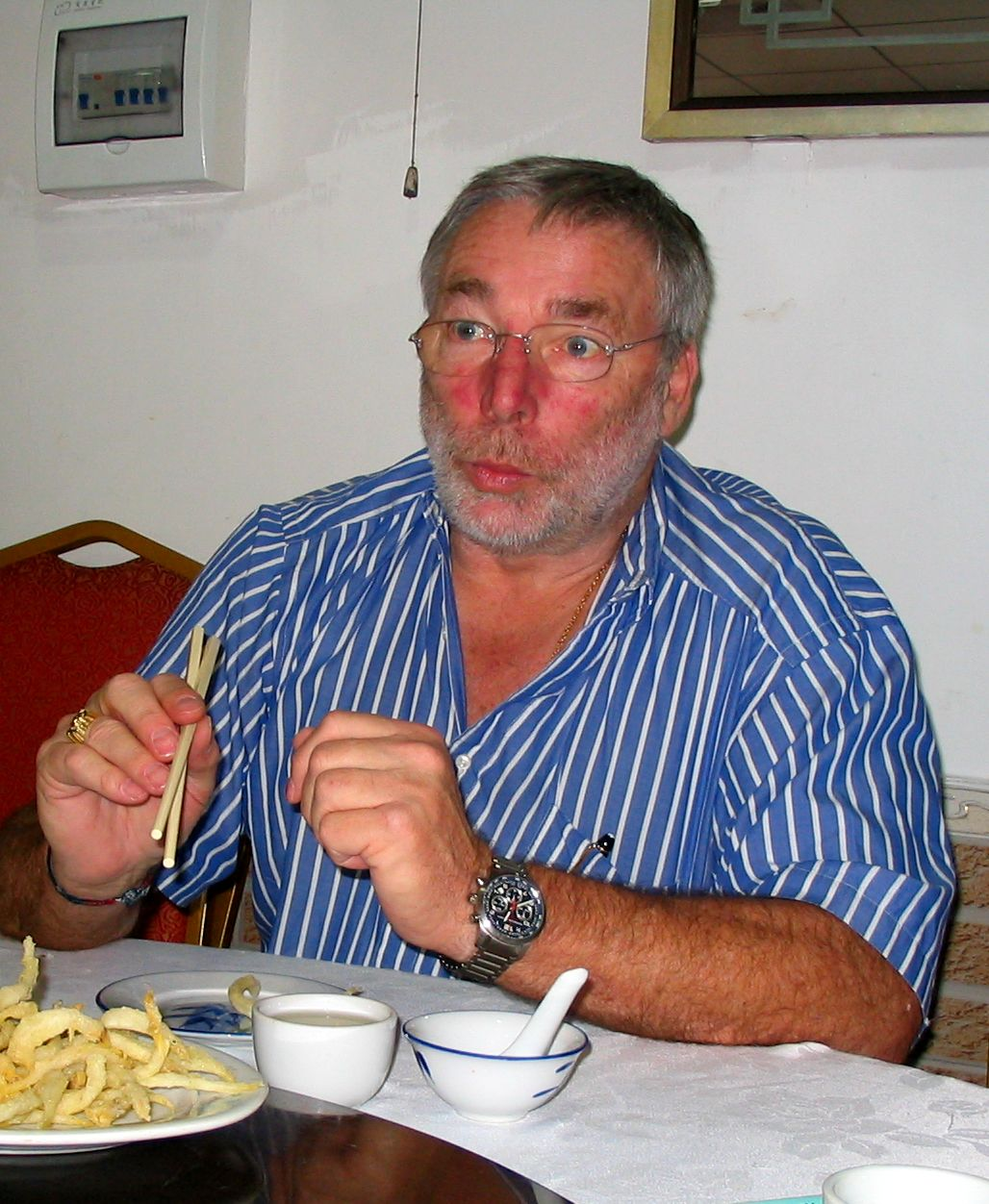
Barth in Zhuhai, China, in 2010.

Jürgen Barth (Thum, 10 december 1947) is een Duits autocoureur. Hij is de zoon van eveneens autocoureur Edgar Barth. In 1977 won hij, samen met Jacky Ickx en Hurley Haywood, de 24 uur van Le Mans.

## Carrière
Barth woonde met zijn ouders in Duitse Democratische Republiek, totdat de racelicentie van zijn vader werd ingetrokken na het winnen van een race op de West-Duitse Nürburgring. Edgar Barth bleef in de DDR wonen, terwijl zijn vrouw en Jürgen naar de Bondsrepubliek Duitsland vluchtten. Barth werd, dankzij de connecties van zijn vader, al snel aangenomen door Porsche als ingenieur. Gedurende zijn carrière was hij altijd nauw betrokken bij Porsche; hij reed bijna al zijn races voor dit merk, testte veel straatauto's en was actief als directeur voor de race-afdeling.
Vanaf 1969 was Barth ook als autocoureur actief voor Porsche. Dat jaar reed hij zijn eerste race in een nationaal GT-kampioenschap op de Hockenheimring Baden-Württemberg. In 1972 behaalde hij zijn eerste overwinning op de Fliegerhorst Diepholz. Ook reed hij voor het merk in rally's, met Roland Kussmaul als navigator. In 1977 behaalde hij zijn grootste succes in zijn carrière toen hij in een Porsche 936/77 samen met Jacky Ickx en Hurley Haywood de 24 uur van Le Mans op zijn naam wist te schrijven. In 1980 won hij ook, samen met Rolf Stommelen, de 1000 kilometer van de Nürburgring in een Porsche 908/3.
In 1994 was Barth samen met Stéphane Ratel en Patrick Peter de oprichter van de BPR Global GT Series; BPR stond voor Barth, Peter en Ratel. In dit kampioenschap namen GT-auto's het tegen elkaar op. Dit kampioenschap was de voorloper van de FIA GT, dat in 1997 de plaats van deze klasse overnam. Vanaf 2007 organiseert Barth met de Duitse autosportbond de ADAC GT Masters, waarin FIA GT3-auto's uitkomen.